# Jean-Paul Mingels
Jean-Paul Mingels   (Bèlgica, 24 d'agost de 1953) és un expilot de motocròs való nacionalitzat francès que destacà en competició internacional durant la dècada de 1970, especialment en la categoria dels 250cc, essent un dels millors competidors del Campionat del Món de motocròs durant un curt període.
És fill d'Auguste Mingels, doble campió d'Europa de motocròs conegut al seu temps per Le gros.

## Trajectòria esportiva
Després d'haver destacat de ben jove en competició pilotant per a Bultaco, Jean-Paul Mingels fitxà per Montesa a finals de 1976, esdevenint un dels pilots oficials de la marca més prometedors. El 1977, amb la Montesa Cappra, obtingué bons resultats al mundial (acabant-lo en vuitena posició final, just darrere del seu company d'equip Raymond Boven) i gràcies a la seva bona temporada fou convocat per a integrar la selecció belga al Motocross des Nations d'aquell any, contribuint a la victòria del seu equip.
A començaments de la temporada de 1978 el seu nom sonà com a ferm candidat a lluitar pel títol després d'haver protagonitzat curses memorables, com ara al Circuit del Vallès en què fou segon darrere Harry Everts i completà un podi de pilots de marques catalanes (amb Torao Suzuki en tercer lloc). Lamentablement, aquesta embranzida inicial no tingué cointinuitat i acabà la temporada en un decebedor quinzè lloc final, de manera que de cara a 1979 Montesa no li renovà el contracte i passà a pilotar una Yamaha, marca amb la qual es mantingué uns anys i aconseguí encara alguns resultats destacats.
Gran afeccionat a les curses a la platja (el 1981 guanyà l'Enduro de Le Touquet), fixà la seva residència a Normandia i obtingué la nacionalitat francesa. De fet, mentre se li estava tramitant la petició, Mingels guanyà el Campionat de França de motocròs de 250 cc, però el seu títol fou invalidat en no haver-se completat encara el tràmit administratiu. El 1984, ja nacionalitzat, obtingué la revenja en aconseguir el Campionat de França de 500 cc. Al mateix temps, Mingels ha participat diverses vegades al Ral·li Dakar amb l'equip oficial de Yamaha i estigué a punt de guanyar la prova el 1982, però hagué d'abandonar a causa d'una caiguda a dos dies del final mentre encapçalava còmodament la classificació.

## Palmarès en motocròs
- Campió de Bèlgica de motocròs[3] 125 cc (1970)
- Campió de França de motocròs 500 cc (1984, Yamaha)

### Palmarès internacional
| Any  | Motocicleta | Campionat del Món | Campionat del Món | Campionat del Món | MXDN |
| Any  | Motocicleta | 500cc             | 250cc             | 125cc             | MXDN |
| ---- | ----------- | ----------------- | ----------------- | ----------------- | ---- |
| 1973 | Bultaco     | -                 | -                 | 6è                |      |
| 1974 | Bultaco     | 35è               | -                 | -                 |      |
| 1975 | Bultaco     | 20è               | -                 | -                 |      |
| 1976 | Bultaco     | -                 | -                 | -                 |      |
| 1977 | Montesa     | -                 | 8è                | -                 | 1r   |
| 1978 | Montesa     | -                 | 15è               | -                 |      |
| 1979 | Yamaha      | -                 | -                 | -                 |      |
| 1980 | Yamaha      | -                 | 9è                | -                 |      |
| 1981 | Yamaha      | -                 | 15è               | -                 |      |
| 1982 | Yamaha      | -                 | -                 | -                 |      |
| 1983 | Yamaha      | -                 | -                 | -                 |      |
| 1984 | Yamaha      | 49è               | -                 | -                 |      |
| 1985 | Yamaha      | 47è               | -                 | -                 |      |

1. ↑  La classificació consignada a MXDN fa referència a la posició final obtinguda per l'equip estatal